# Emili Riera i Rubió
Emili Riera i Rubió (Barcelona, 18 de setembre de 1850 - Barcelona, Barcelonès, 7 de febrer de 1899) va ésser un industrial i propietari que va pertànyer al Centre de Contribuents de Sant Andreu, una entitat que nasqué el 1883 com a transformació del Centre Industrial i Mercantil. Va ser pèrit agrònom del Centre Pericial Agrícola Català.
Prestà suport a la candidatura a Corts patrocinada pel Centre Català (1886), signà el Missatge a la Reina Regent (1888) i, dins el tramat de la Unió Catalanista, fou nomenat delegat a l'Assemblea de Manresa (1892).